# Leptodesmus validus
Leptodesmus validus är en mångfotingart som beskrevs av Carl Graf Attems 1898. Leptodesmus validus ingår i släktet Leptodesmus och familjen Chelodesmidae. Inga underarter finns listade i Catalogue of Life.